# Fray Escoba
Fray Escoba és una pel·lícula biogràfica espanyola de 1961 dirigida per Ramón Torrado Estrada amb guió escrit per Jaime García-Herranz.

## Sinopsi
Narra la història de Martí de Porres el primer sant afroamericà. Fill del governador de Guayaquil i d'una mulata panamenya, ingressa a un convent dominic de Guayaquil, on es passa el dia escombrant, de manera que es guanya el sobrenom de "Fra Escombra". Amb el temps observa que Déu l'utilitza per a obrar miracles.

## Premis
Medalles del Cercle d'Escriptors Cinematogràfics
| Any  | Categoria                      | Pel·lícula           | Resultat  |
| ---- | ------------------------------ | -------------------- | --------- |
| 1961 | Millor guió                    | Jaime García-Herranz | Guanyador |
| 1961 | Premi especial d'interpretació | René Muñoz           | Guanyador |